# اهن‌دارا
آهن‌دارا (به لاتین: Ahandara) یک منطقهٔ مسکونی در افغانستان است که در ولایت تخار واقع شده‌است.